# UNII
Identificatorul unic al ingredientelor (UNII, în engleză ”Unique Ingredient Identifier”) este un identificator alfanumeric legat de structura moleculară sau de informațiile descriptive ale unei substanțe și este generat de Sistemul Global de Înregistrare a Substanțelor (GSRS) al Administrației Mâncărurilor și Drogurilor (FDA). Clasifică substanțele ca substanțe chimice, proteine, acid nucleic, polimer, structural divers sau amestec în conformitate cu standardele prezentate de Organizația Internațională de Standardizare în ISO 11238și ISO DTS 19844. Identificatoarele unice ale ingredientelor sunt non-proprietare, unice, lipsite de ambiguitate, și gratuit pentru a genera și de a folosi. Un UNII poate fi generat pentru substanțe la orice nivel de complexitate, fiind suficient de larg pentru a include "orice substanță, de la un atom la un organism."